# Parafia Matki Bożej Częstochowskiej w Żabnicy
Parafia Matki Bożej Częstochowskiej w Żabnicy – parafia rzymskokatolicka w Żabnicy, należąca do dekanatu Radziechowy, diecezji bielsko-żywieckiej.
Obecny budynek kościoła parafialnego został wzniesiony w latach 1910–1914.
Początkowo przynależał do parafii Wniebowzięcia NMP w Milówce. Żabnica ustanowiła samodzielną placówkę duszpasterską 26 kwietnia 1918 roku.